# La Rivière Espérance (mini-série)
Pour les articles homonymes, voir La Rivière Espérance.

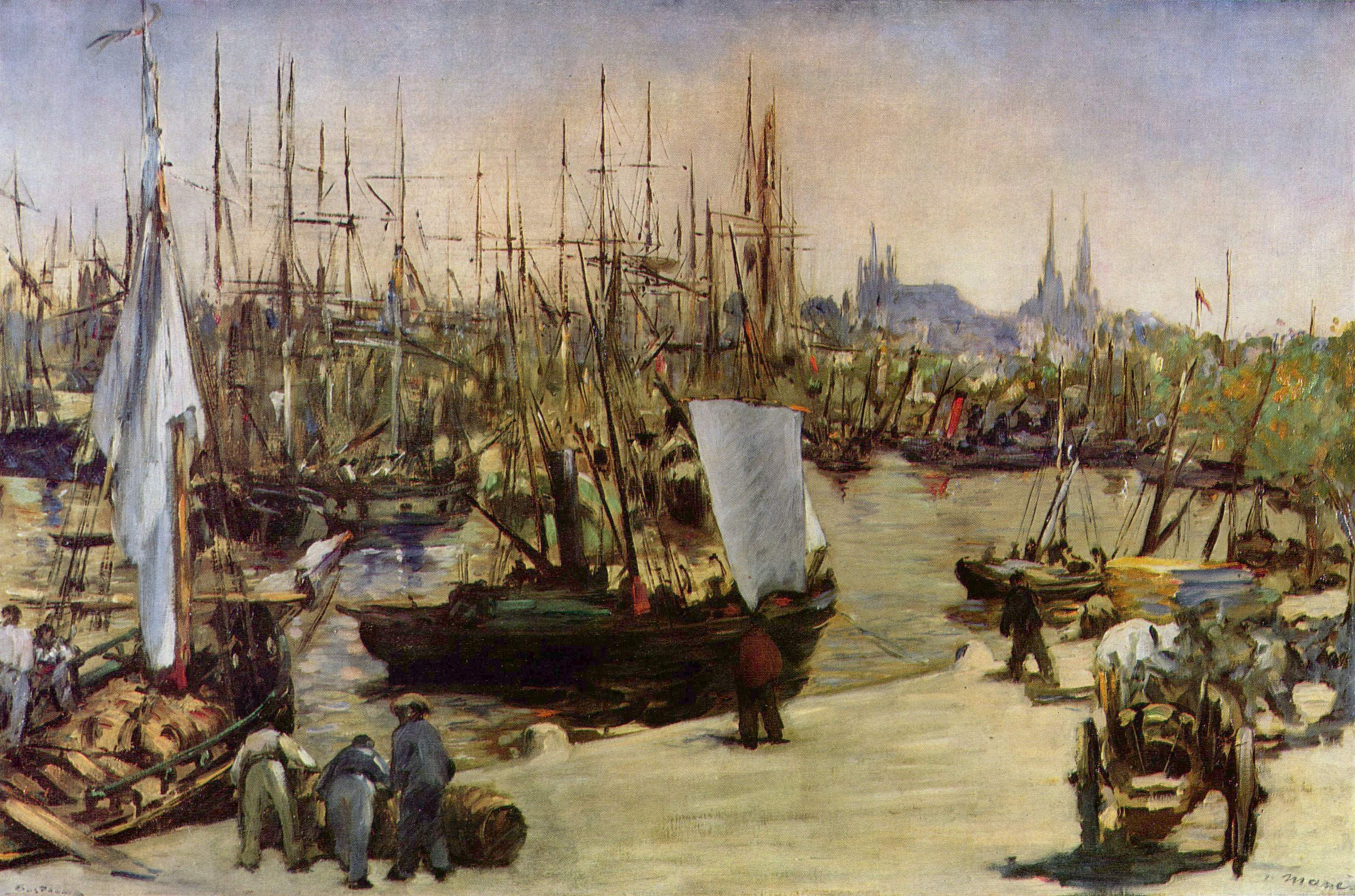
Le Port de Bordeaux par Manet avec une gabare à gauche.

La Rivière Espérance est une mini-série française en neuf épisodes de 90 minutes, réalisée par Josée Dayan d'après le roman homonyme de Christian Signol et diffusée à partir du 4 septembre 1995 sur France 2.

## Synopsis
1832, à Souillac en Quercy. Benjamin et Marie sont deux amis d'enfance. Le père de Benjamin, gabarier, conduit des gabares, sortes de barques, pour le transport de marchandises sur la Dordogne.
Un jour, il dit à son fils : « Pour tes treize ans, je t'emmènerai. » Cette promesse est tenue et Benjamin deviendra gabarier comme son père. Mais il faut se méfier de tout le monde et aussi de celle pour qui ils vivent : la Dordogne.
Faire ce métier était le rêve de Benjamin, mais ce rêve ne pourrait-il pas se transformer en cauchemar ? Les démêlés avec les marchands et les gabariers se terminent parfois bien mal. Pourra-t-il rester fidèle à son amie Marie malgré ses rendez-vous secrets avec Émeline Lombard, fille du riche marchand dont ils dépendent ?

## Fiche technique
- Titre : La Rivière Espérance
- Réalisation : Josée Dayan
- Adaptation et dialogues : Daniel Tonachella, Jean-Pierre Sinapi d'après le roman de Christian Signol
- Décors : Richard Cunin
- Costumes : Jean-Philippe Abril
- Photographie : Cyril Lathus
- Montage : Ermeline Ghouzi
- Musique : Bruno Coulais
- Production : Christian Charret, Jacques Salles
- Sociétés de production : Gaumont Television, SFP Productions, France 2
- Nombre d'épisodes : 9
- Durée : 9 × 90 minutes
- Date de première diffusion :  France : 4 septembre 1995

## Distribution
- Manuel Blanc : Benjamin Donadieu
- Carole Richert : Marie Paradou
- Claire Nebout : Émeline Lombard
- Jean-Claude Drouot : Victorien Donadieu
- Élisabeth Depardieu : Élina Donadieu
- Pascal Greggory : Alexandre Duthil
- Bernard Verley : Arsène Lombard
- Hélène Vincent : Agnès Lombard
- Raoul Billerey : le curé de Souillac
- Arnaud Giovaninetti : Pierre Bourdelle
- Bernard Ballet : Georges Duthil
- Emmanuelle Meyssignac : Madame Lasalle
- Roger Souza : Félix Marcas
- Jean-Pierre Kalfon : Corentin
- Jean-Yves Gautier : Vincent Paradou
- Marianne Épin : Jeanne Paradou
- Quentin Ogier : Jean Paradou
- Thierry Redler : Louis Lafaurie
- Claude Brosset : le bouvier
- Aurélien Wiik : Benjamin à 13 ans
- Laura Martel : Marie à 13 ans
- Eugénia Costantini : Émeline à 13 ans
- Stéphan Guérin-Tillié : Aubin Donadieu
- Sandra Speichert : Virginie Duthil
- Éric Averlant : l'aubergiste de Libourne
- Dominique Besnehard : le tenancier de bar à Bordeaux
- Morgan Fornes : Jean Paradou 13 ans
- Fabienne Mai : Marguerite
- Régis Bouquet : Jean Fauvergue
- Claude Faraldo : Ambroise Debord
- André Julien : Garde champêtre
- Jacques Brunet : Officier tirage au sort
- Alain Ganas : Marchand d'âmes
- Serge Merlin : Père Sidoine
- Thierry Rey : Ghilain Claveille
- François Négret : Jacques Malaurie
- Julie Dumas : Juliette
- Marc Andréoni : Momo
- Philippe Clay : le majordome des Duthil
- Jacques Pater : Précepteur jésuite des Duthil
- Gabriel Aghion : invité Duthil
- Victoire d'Aboville : Clothilde Lasalle
- Barbara Chenal : Elise Lasalle
- Pierre Hatet : médecin hôpital
- Dominique Chevallier : cocher Duthil
- Josée Dayan : le borgne
- Stéphane Boucher : second maître à bord du Duguay-Trouin
- Hans Meyer : commandant du Duguay-Trouin
- Yves Le Moign' : Officier recruteur
- Jean-Louis Tribes : La Bourgogne
- François Sinapi : Vidal
- Gilles Treton : Roussel
- Roger Dumas : Hippolyte Barcos
- Stéphane Jobert : l'ingénieur des chemins de fer
- Jennifer Lauret : Virginie à 13 ans
- Thibault Cotta : Aubin à 13 ans
- Ronan Le Guidec : Jean Paradou à 6 ans
- Jim Redler : François Paradou à 6 ans
- Adrian Ruiz : Aubin à 5 ans
- Margaux Bou aziz : Virginie à 4 ans
- Alain Saint Alix : chef républicain
- François Aramburu : émissaire
- Edith Brunner : l'avorteuse
- Jacques Gallo : médecin accoucheur
- Bernard Garnier : médecin Emeline
- Henry Ambert : médecin cabinet
- Victor Wagner : sergent de ville
- Christian Neupont : Petit gendarme (épisodes 7 à 9)
- Patrick Paroux : grand gendarme (épisodes 7 à 9)
- Pierre Forest : gendarme (épisode 4)
- Pascal Vannson : gendarme (épisode 4)
- Patrick Rombi : chef des agresseurs (épisode 2)
- Dominique Zardi : agresseur rigolard (épisode 2)
- Didier Flamand : voix off (narration)

## Épisodes
1. L'Eau de voyage
2. Les Feux de la Saint-Jean
3. Les Rivages lointains
4. Les Ports d'attache
5. La Remonte
6. La Force du courant
7. La Belle du Périgord
8. La Route de fer
9. L'Âme de la vallée

## Commentaires
Censée se dérouler à Souillac en Quercy au XIXe siècle, la série, en rupture avec l'antiparisianisme de l'œuvre de Signol présente des personnages s'exprimant sans le moindre accent du Sud-Ouest.
Malgré une distribution de qualité et un scénario solide dû au best-seller de Christian Signol, La Rivière Espérance n'a pas eu le succès escompté, rassemblant en moyenne 5,5 millions de spectateurs par épisode[réf. nécessaire] sur France 2, sans doute en raison d'une programmation trop tardive dans l'année pour une « saga de l'été ». Josée Dayan fera mieux avec Le Comte de Monte-Cristo et Les Misérables sur la chaîne concurrente TF1.

## Autour de la série
Le tournage s'est déroulé en grande partie en Corrèze, Dordogne, en Gironde et dans le Val-d'Oise.
Principal décor du feuilleton, la Dordogne est présentée en différents endroits de son cours. Les communes d'Argentat (Corrèze), de Carennac (Lot), de Bergerac (Dordogne), de Branne et Grézillac (Gironde) figurent parmi les lieux de tournage, de même que l'hôpital Cochin à Paris.

## Produits dérivés

### Sorties vidéo
La commercialisation de la série en vidéo s'est accompagnée d'un redécoupage en 18 épisodes de 45 minutes.
- 1999 : La Rivière Espérance, l'intégrale, France 2/Warner Home Video (6 VHS)
- 5 septembre 2006 : La Rivière Espérance, volume 1, France Loisirs (2 DVD)
- 3 octobre 2006 : La Rivière Espérance, volume 2, France Loisirs (2 DVD)
- 14 novembre 2006 : La Rivière Espérance, volume 3, France Loisirs (2 DVD)
- 6 mai 2008 : La Rivière Espérance, l'intégrale, France Loisirs (6 DVD)
- 3 juillet 2013 : La Rivière Espérance, l'intégrale, Koba Films (5 DVD) - version originale en 9 épisodes